# ATP-toernooi van Bermuda
Het ATP-toernooi van Bermuda (ook bekend als het Bermuda Open) was een tennistoernooi dat vier keer op de kalender van de ATP-Tour stond. Plaats van handeling waren de outdoor gravelbanen van de Coral Beach and Tennis Club in de Bermudaanse stad Paget.

## Finales

### Enkelspel
| Jaar        | Winnaar            | Runner–up         | Score            |
| ----------- | ------------------ | ----------------- | ---------------- |
| 1996        | MaliVai Washington | Marcelo Filippini | 6-7(6), 6-4, 7-5 |
| 1995        | Mauricio Hadad     | Javier Frana      | 7-6(5), 3-6, 6-4 |
| 1994 - 1976 | Geen Toernooi      | Geen Toernooi     | Geen Toernooi    |
| 1976        | Cliff Richey       | Gene Mayer        | 7-6, 6-2         |
| 1975        | Jimmy Connors      | Vitas Gerulaitis  | 6-1, 6-4         |

### Dubbelspel
| Jaar        | Winnaars                    | Runners–up                     | Score         |
| ----------- | --------------------------- | ------------------------------ | ------------- |
| 1996        | Jan Apell Brent Haygarth    | Pat Cash Patrick Rafter        | 3-6, 6-1, 6-3 |
| 1995        | Grant Connell Todd Martin   | Brett Steven Jason Stoltenberg | 7-6, 2-6, 7-5 |
| 1994 - 1976 | Geen Toernooi               | Geen Toernooi                  | Geen Toernooi |
| 1976        | Mike Cahill John Whitlinger | Dick Crealy Ray Ruffels        | 6-4, 4-6, 7-6 |
| 1975        | Geen Toernooi               | Geen Toernooi                  | Geen Toernooi |

1975 · 1976 · 1977–1994 · 1995 · 1996
ITF-toernooien (mannen en vrouwen)

ATP-toernooien (mannen) – ATP-seizoen 2025

WTA-toernooien (vrouwen) – WTA-seizoen 2025

Voormalige toernooien mannen
Voormalige toernooien vrouwen
Voormalige amateurtoernooien